# Kinderschreckfigur

Lorentz Schultes: Der Kinderfresser, Flugblattausschnitt (17. Jahrhundert)

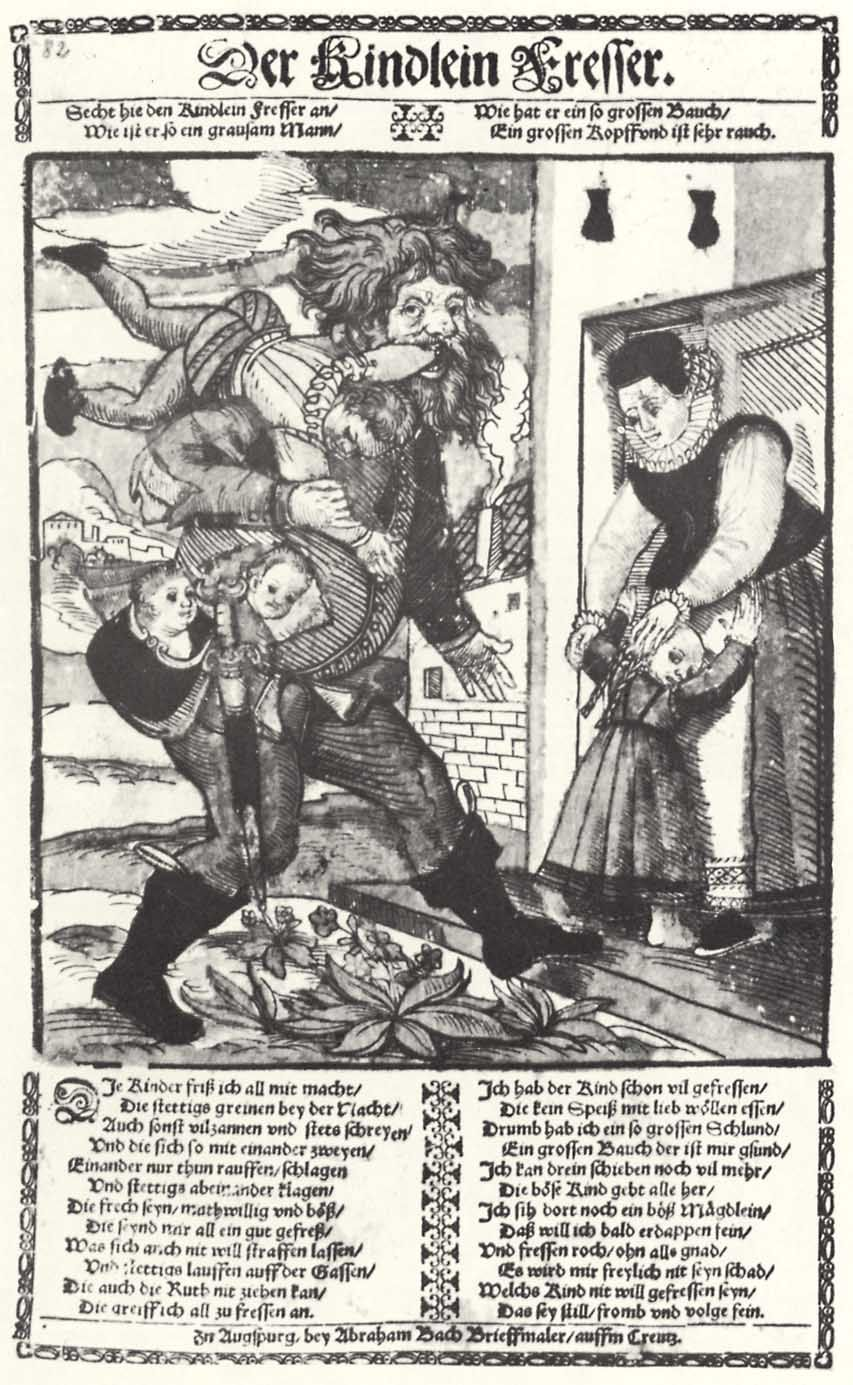
Abraham Bach: Der Kindleinfresser, Flugblatt (2. Hälfte des 17. Jahrhunderts)

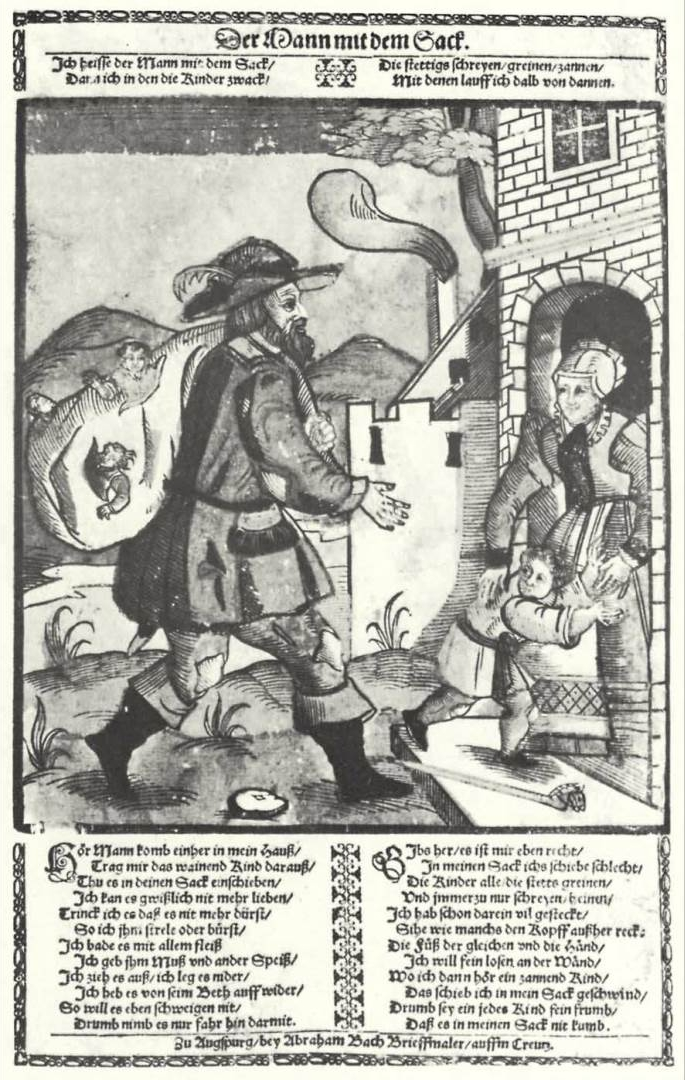
Abraham Bach: Der Mann mit dem Sack, Flugblatt (2. Hälfte des 17. Jahrhunderts)

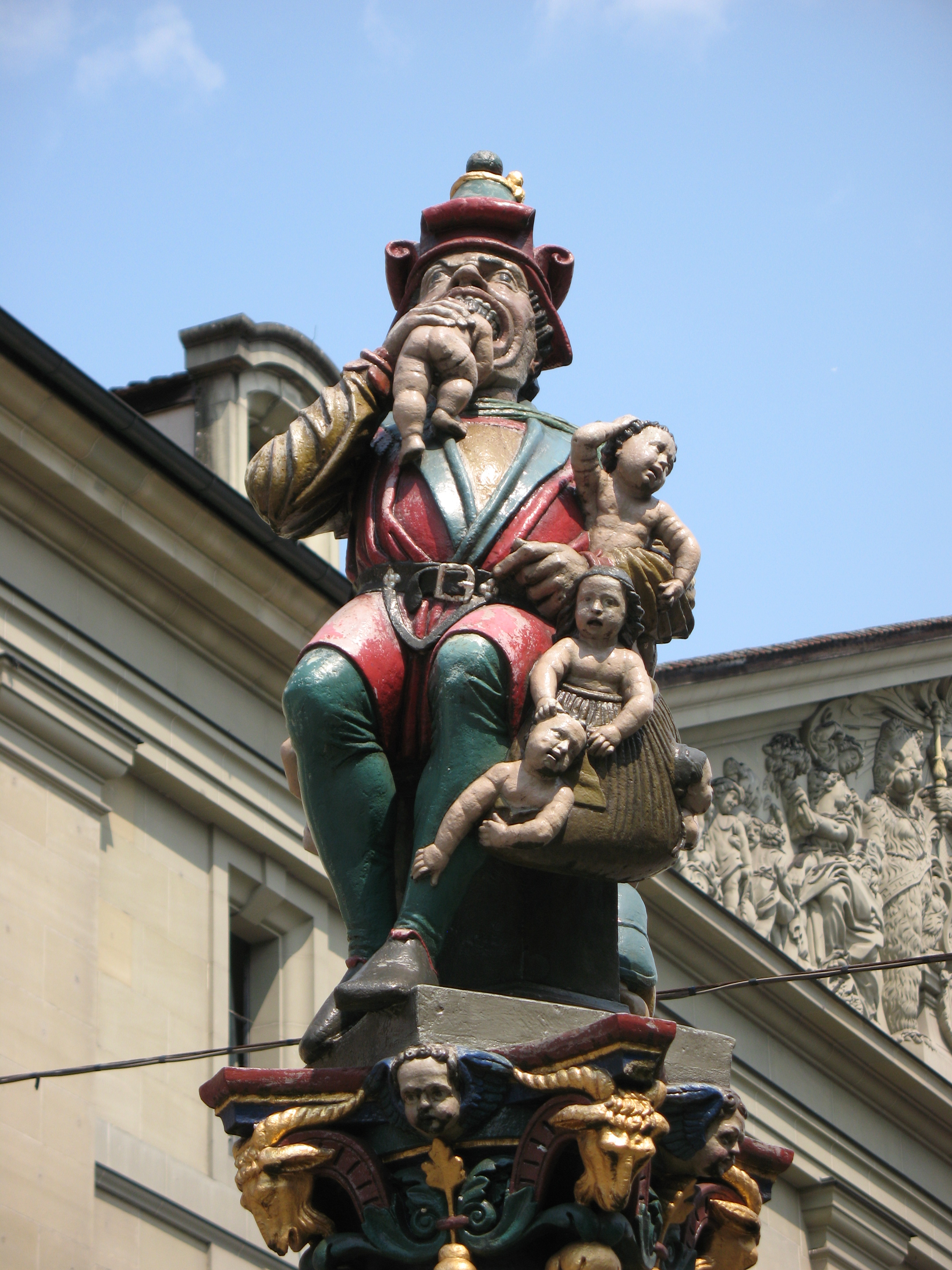
Kindlifresserbrunnen in Bern

Eine Kinderschreckfigur ist eine fiktive Figur, mit der Kindern Angst eingejagt werden soll.
Eltern, Großeltern, Ammen oder andere Kinder erzählten Kindern seit vielen Jahrhunderten von solchen Gestalten. Klassisch ist das Motiv des „Kinder-Mitnehmens“, bei dem den Kindern damit gedroht wird, dass die Schreckfigur kommen und sie „holen“ würde, wenn sie nicht brav wären. Ebenfalls wird oft mit Figuren gedroht, die Kinder „auffressen“.
Dies dient einerseits dazu, die Kinder mit gruseligen Geschichten zu unterhalten, zum anderen aber auch dazu, sie einzuschüchtern und gehorsam zu machen (z. B. zu bewirken, dass sie nachts still im Bett bleiben oder sich von gefährlichen Orten wie Gewässern fernhalten). Kinderschreckfiguren kommen in Sagen, Märchen und Gruselgeschichten vor (siehe auch Ammenmärchen), werden aber auch außerhalb der Literatur verwendet – beispielsweise in Form einer Drohung.
Von den typischen Kinderschreckfiguren sind Schreckgestalten abzugrenzen, die weniger speziell zum Ängstigen von Kindern erfunden wurden und an die die Menschen zum Teil auch als Erwachsene noch glauben. Dazu zählen beispielsweise Fabelwesen wie Aufhocker, Kobolde, Trolle, Hexen, Teufel, Geister und Gespenster.

## Kinderfolklore
Die Schreckgestalten hatten auch ihren festen Platz in der Kinderfolklore (soziale Übertragung von Kindern an Kinder, also nicht hauptsächlich über Erwachsene). Bisweilen treiben Kinder untereinander Scherze mit solchen Schreckfiguren. Sie sind aus Kinderspielen (z. B. Wer hat Angst vorm Schwarzen Mann?), Gedichten, Geschichten, Märchen und Kinderliedern (z. B. dem Lied vom Bi-Ba-Butzemann) bis heute noch bekannt. Hier wird oftmals die Angst vor diesen Figuren spielerisch sublimiert.

## Kinderbücher
Auch haben viele Kinderbuchautoren des 20. Jahrhunderts die Figuren aufgegriffen und literarisch in „liebe“ Sympathiefiguren umgewandelt, um Kindern die Angst vor ihnen zu nehmen. Ein beliebtes Mittel dazu ist, die Furchtgestalten selbst als Kinder mit Ängsten und Problemen darzustellen. Die bekanntesten Werke dieser Art stammen von Otfried Preußler, zum Beispiel Das kleine Gespenst oder Die kleine Hexe. Weitere Beispiele dieses Kinderbuchgenres sind Der kleine Vampir von Angela Sommer-Bodenburg und Alle meine Monster von Thomas Brezina.
Noch weiter wird die didaktische Umkehr im Bilderbuch Wo die wilden Kerle wohnen von Maurice Sendak vorangetrieben: Dort gelingt es dem unartigen Max in einem Traum die Schreckgestalten zu zähmen, indem er ihnen in die Augen starrt. Die Wilden Kerle krönen daraufhin Max zu ihrem König und er schickt sie ohne Essen ins Bett. Als Max die Wilden Kerle alleine zurücklässt, versuchen sie ihm wieder Furcht einzujagen, aber er zeigt sich nicht beeindruckt und kehrt nach Hause zurück, wo das Essen noch auf ihn wartet.
In vielen der Mut-Mach-Geschichten sind die Schreckfiguren selbst hilfsbedürftige Wesen. So kultiviert das Mädchen Zeralda in einem Bilderbuch von Tomi Ungerer den kinderfressenden Riesen, indem sie wunderbare Gerichte zubereitet, die so viel schmackhafter sind als Menschenfleisch, sodass der Riese seine Essgewohnheiten bald ändert, und beide am Schluss sogar heiraten. Sophiechens Riese von Roald Dahl stellt sich gar als Außenseiter heraus, der sich lieber von Kotzgurken und Blubberwasser ernährt, als Menschenfleisch zu fressen. Hier ist Sophiechen gefordert, dem armen Riesen zu helfen, sich gegen die anderen Riesen zu behaupten, bei denen es sich wiederum um klassische Schreckfiguren handelt.

## Bekannte Kinderschreckfiguren

### Für unartige Kinder

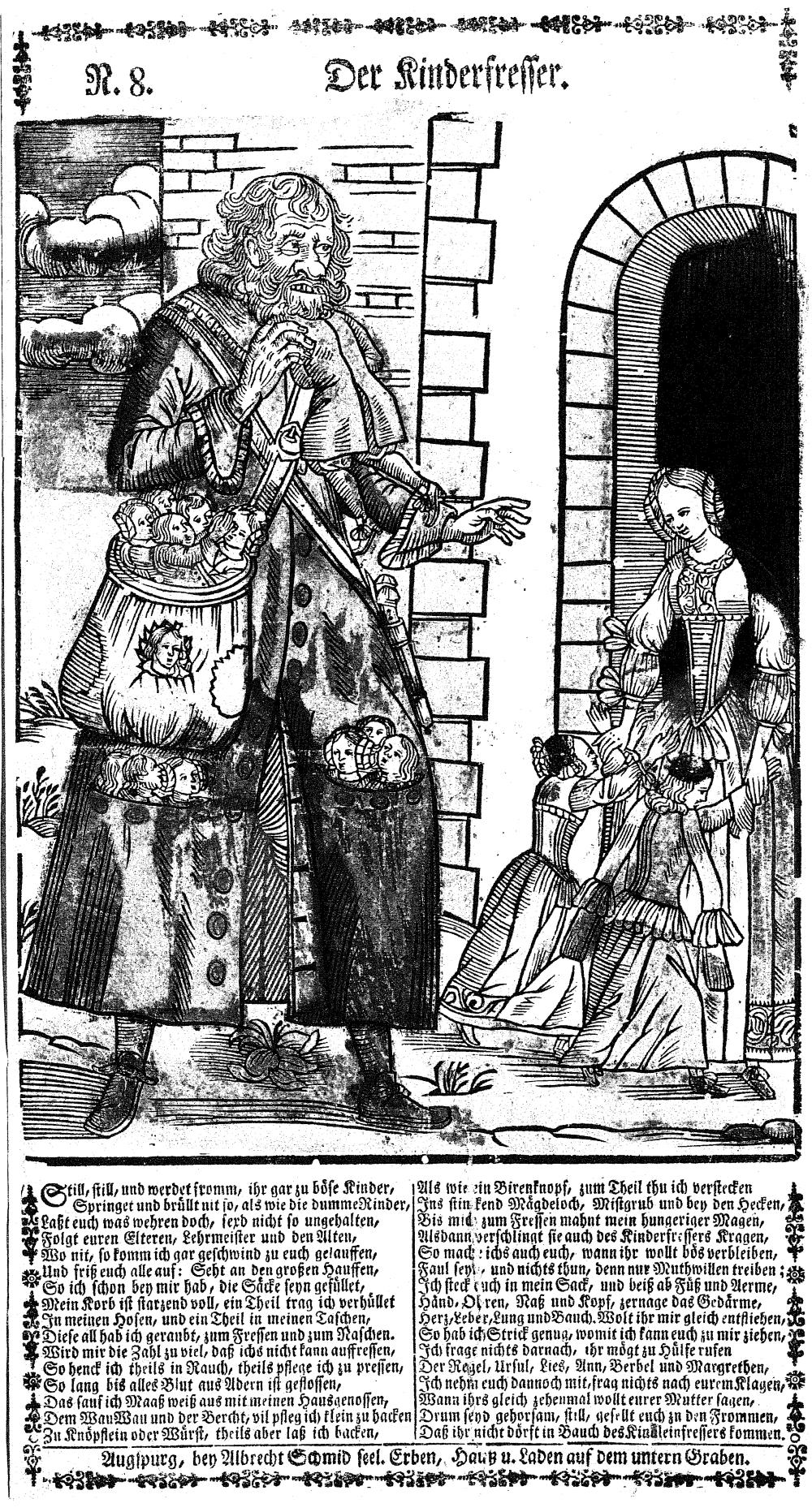
„Der Kinderfresser“ (Holzschnitt, Original handkoloriert), gedruckt bei Albrecht Schmid seel. Erben, Augsburg, c. 1750

BuhmannDer Buhmann (auch Bullemann) hat sich in der deutschen Sprache eingebürgert und bezeichnet etwa gleichbedeutend mit dem „Sündenbock“ eine Person, der – gänzlich unverdient oder in unverhältnismäßigem Ausmaß – von einer Mehrheitsmeinung Schuld zugeschoben wird.
ButzemannDer Butzemann ist eine gespensterhafte, kobold- oder zwergenartige Figur, die vorwiegend aus dem süddeutschen und schweizerischen Raum bekannt ist. Erst in neuerer Zeit taucht diese Figur hauptsächlich als Kinderschreckfigur auf.
BusebellerDer Busebeller wird als große, dunkle Gestalt beschrieben, die, so der Volksglaube, in Ostfriesland ihr Unwesen treibt.
Knecht RuprechtKnecht Ruprecht, auch Rupperich, Hans Muff oder Krampus, ist der finstere Begleiter des Nikolaus, der unartigen Kindern mit einer Rute droht, bzw. damit, dass er sie in seinen Sack oder seine Kiepe steckt und mitnimmt. Eine Besonderheit dieser Kinderschreckfigur ist, dass sie nicht nur in mündlichen und schriftlichen Geschichten und Bildern, sondern in Form verkleideter Erwachsener alljährlich in der betreffenden Jahreszeit sichtbar in Erscheinung tritt.
MummelratzIn Zentralthüringen werden Kinder vor dem Mummelratz gewarnt, der sie bei unartigem Verhalten oder an gefährlichen Orten holt. Er wird zumeist als schwarzer, vermummter Mann beschrieben. In und um Gotha ist bis heute die redensartliche Drohung „... sonsd hold dech dar Mummlratz!“ bekannt.
PopelmannDer im Sudetenland bekannte Popelmann und seine Gefährtin Popelhole verschleppen unartige Kinder in ihren Sumpf.
Schwarzer MannDer schwarze Mann ist im gesamten deutschsprachigen Gebiet und weit darüber hinaus bekannt. Je nach Region und Zeit verband man mit ihm unterschiedliche Erscheinungsbilder, wie z. B. eine düstere, schattenhafte Gestalt, einen Mann mit schwarzer Kleidung oder den Tod als anthropomorphes Wesen. Der schwarze Mann ist auch aus dem Kinderspiel „Wer hat Angst vorm schwarzen Mann?“ bekannt. Darin tritt er nicht nur als Kinderschreck in Erscheinung, sondern als Verkörperung des (Schwarzen) Todes, der „bis in die Gegenwart hinein im kollektiven Gedächtnis präsent geblieben ist“.

„Kinder ihrerseits ziehen nicht nur im Märchen aus, um das Fürchten zu lernen. So korrespondierte beispielsweise dem erwachsenen Schreckbild vom ‚schwarzen Mann‘ schon lange das die Angstlust herbeirufende Fangspiel Wer fürchtet sich vorm schwarzen Mann?, bei dem die Kinder der Bedrohung lauthals ein trotziges "Niemand!" entgegenrufen, um dann wegzulaufen.“

Weitere „allgemeine“ Schreckfiguren sind der Kindermitnehmer, der Kinderfresser, der Böse Onkel und Franz Karl Ginzkeys Hatschi Bratschi.

### Für Daumenlutscher
Schneider mit der SchereEine Kinderschreckfigur aus der Literatur (dem Bilderbuch Struwwelpeter), die dem daumenlutschenden Kind die Daumen abschneidet.

### Für Kinder, die nicht ins Bett wollen
NachtbockEine Kinderschreckfigur in ziegenbockähnlicher Tiergestalt, die in der Nacht zu Kindern kommt, die nicht ruhig sind oder schlafen. Mit dem Nachtbock wurde auch Kindern gedroht, die nachts noch im Freien unterwegs waren.
NachtgigerDer in Franken bekannte Nachtgiger holt nachts Kinder, die frech oder noch alleine unterwegs sind.
NachtkrabbDer Nachtkrabb, teilweise als riesiger, schwarzer Rabe gedacht, greift sich Kinder, die sich nach Einbruch der Dunkelheit noch im Freien aufhalten, und fliegt mit ihnen so weit fort, dass sie ihr Zuhause nie mehr wiederfinden.
SandmannDer Sandmann war eine Kinderschreckfigur, die den Kindern, die nicht schlafen wollten, Sand in die Augen streute. Der literarische Höhepunkt dieser Figur war in E.T.A. Hoffmanns Der Sandmann zu lesen. Seit der TV-Sendung Unser Sandmännchen, welche kurz vor dem Zubettgehen ausgestrahlt wird, verbinden Kinder im deutschsprachigen Raum den Sandmann nicht mehr mit etwas Schrecklichem.
Weitere Schreckfiguren der Nacht sind der Bummelux oder Bullerlux, in Zentralthüringen die Nachtraben, in Schwaben das Boggaraule und im Hunsrück die Naachseil (Nachteule).

### Warnung vor gefährlichen Orten
Böser WolfWölfe waren in früheren Jahrhunderten eine durchaus reale Gefahr, vor der man sich in Wald und Flur in Acht nehmen musste. Davon ausgehend entwickelte sich „der Wolf“ auch zu einer beliebten Kinderschreckfigur. Klassischerweise diente er dazu, Kinder davor zu ängstigen, allein in den Wald zu gehen. Der Wolf findet sich in vielen Märchen (z. B. Rotkäppchen).
StoßbubeDer Stoßbube kommt besonders im süddeutschen Raum vor. Er schleicht sich heimlich an Kinder heran, die zu dicht an Abgründen stehen, und stößt sie hinunter. Mit der Gestalt des Stoßbuben sollen Kinder davon abgehalten werden, sich zu dicht an tiefe Abgründe zu wagen.
WassermannDer Wassermann, Nix, Nöck oder Neck ist ein im Binnenland meist als böse beschriebener Wassergeist. Kindern wurde gedroht, dass der Wassernöck sie durch Geschenke anlocke, dann ins Wasser (meist in Teiche oder Tümpel) zöge und dort ihre Seelen gefangenhalte.
HakemannDer Hakemann gehört zu den Wassermännern, ist aber ein Mischwesen aus Mensch und Fisch. Er zieht nichtschwimmende Kinder mit einem Haken in Gewässer, damit sie ertrinken und von ihm gefressen werden. In Franken ist er als Hägglmoo bekannt.

### Warnung vor Anpflanzungen
Korndämonen (ein von Wilhelm Mannhardt eingeführter Sammelbegriff) sollten Kinder von Kornfeldern fernhalten:
- Der Roggenwolf, eine Variante des bösen Wolfs
- Die Roggenmuhme
- Der Kornmann

Ähnliche Schreckfiguren sind der Schlurger und der Rebhansel, die Kinder von Weinbergen fernhalten sollten.

### Warnung vor Fremden
Fremder MannDer fremde Mann tritt oft mit einer giftgrünen Hose und einem schwarzen Mantel in Erscheinung. Er ist eine bekannte Kinderschreckfigur im Westen Österreichs.

## Andere Länder
Im englischsprachigen Kulturraum ist der Bogeyman (auch Boogeyman geschrieben) bekannt, vermutlich eine Entsprechung zum deutschen Butzemann. Auch der Oger ist als menschenfressende Schreckfigur vor allem im englischen Sprachraum bekannt. Die US-amerikanische Kinderfolklore kennt darüber hinaus auch weibliche Schreckfiguren: die blutrünstige Bloody Mary, die erscheinen soll, wenn man ihren Namen dreimal vor einem Spiegel ausspricht sowie die Zahnfee. In Frankreich gibt es den monsieur du grenier, le croque-mitaine und le Bonhomme sept-heures, in Spanien kennt man el Coco. In Russland werden die Kinder mit babaj (auch babajka genannt) eingeschüchtert. Er wird als ein alter Mann beschrieben, der vor dem Haus lauert und unartige Kinder in einem Sack wegbringt.
Der schwarze Mann wird in Ungarn mit dem Mumus (Mume) gleichgestellt. In Irland heißt er Fear dubh, in Frankreich L'homme noir, in Italien L'umo nero, in Rumänien Omul negru. Im estnischen Volksglauben ist er als Must mees bekannt.

### Zwarte Piet
Zwarte Piet (Schwarzer Peter, engl. Black Peter) ist eine Gestalt der niederländischen (und flämischen) Folklore, die u. a. 1766 in Pieter Nieuwlands De bespookte Waereld ontspookt und 1777 in einer Neuauflage des Etymologicum Teutonicae Linguae von Cornelis Kiel – neben Poltergeist, Nachtmahr und Klabautermann – als Schreckgestalt Erwähnung findet. Der Zwarte Piet wird vereinzelt mit dem Teufel gleichgestellt oder als Geistwesen und koboldgestaltiger Unhold beschrieben. Erhalten hatte sich die Figur im anglo-amerikanischen Raum in dem Kinderfangspiel Black Peter.
Eine Gleichsetzung von Zwarte Piet mit Knecht Ruprecht als Gehilfe des Sinterklaas erfolgte erst im späten 19. Jahrhundert. In dieser Form ist der Zwarte Piet Teil des niederländischen Nikolausbrauchtums.